# Pierre Rouillard
Pour les articles homonymes, voir Rouillard.
Pierre Rouillard, né le 27 juin 1948 à Paris, est un historien et archéologue français, directeur de recherche émérite au CNRS. Il analyse essentiellement les modalités d’échanges entre les populations ibères et les marchands phéniciens et grecs, ainsi que les modalités d’accueil des objets et des schémas iconographiques phéniciens et grecs dans la Péninsule. Plus récemment son intérêt se porte sur la relation que Picasso a entretenue avec l'art antique, notamment ibère, que celui-ci découvre au Louvre en 1904.

## Biographie
Pierre Rouillard est agrégé d'histoire en 1971 et membre de la Casa de Velázquez (1973-1976). Il soutient en 1973 une thèse de doctorat en art et archéologie intitulée Corpus vasorum antiquorum : musées de Tours et Bourges, dirigée par Louis Foucher, à l'université de Tours et en 1986, une thèse de doctorat ès lettres, intitulée La Céramique grecque dans la péninsule ibérique (VIIIe – IVe siècle av. J.-C.) ou l'expansion hellénique en extrême-occident, dirigée par François Villard, à l'université Paris-Nanterre. En 1977, il rentre au CNRS, en poste d’abord au Centre Pierre Paris (université de Bordeaux III), puis à l’UMR 7041 Archéologies et Sciences de l’Antiquité (ArScAn) (Universités de Paris I et Paris X-Nanterre).
Il est responsable de la mission archéologique franco-espagnole « Alicante » à partir de 1980,. Cette mission intervient sur six sites de la province d'Alicante — Cabezo Lucero, La Picola (à Santa Pola), La Rabita-Fonteta (commune de Guardamar del Segura), Villajoyosa, Elche et Tres Hermanas (Aspe) —.

## Responsabilités institutionnelles
Pierre Rouillard dirige de 2000 à 2012 la Maison Archéologie & Ethnologie René-Ginouvès, devenue la Maison des Sciences de l’homme Mondes, implantée sur le campus de l'université Paris-Nanterre,. Il est président du réseau national des maisons des sciences de l’Homme (2001-2005), vice-président délégué pour la recherche et les relations extérieures de l'université Nanterre (2008-2012) et responsable scientifique et technique, puis expert scientifique du Labex « Les Passés dans le présent »,.
Il est commissaire de l’exposition « Les Ibères », 1998-1999, au Grand Palais,, et co-commissaire de l’exposition « Le vase grec et ses destins », 2004-2005, à Madrid, puis au musée royal de Mariemont et au musée Calvet d'Avignon. Il est membre de l’équipe du commissariat de l’exposition « La Méditerranée des Phéniciens, de Tyr à Carthage », 2007-2008, à l'Institut du monde arabe. Il est directeur scientifique du film Une dame, des pierres, des hommes, réalisé par Paul Rambaud et Claude Delhaye en 2011 : ce film est consacré à la Dame d'Elche, buste en pierre sculptée du Ve siècle av. J.-C. exposé au musée archéologique national de Madrid,,. 
Il est membre de l'équipe du commissariat de l'exposition Picasso Ibero (Centro Botin, Santander, 2021) qui montre les différentes étapes du dialogue entretenu par Picasso avec les œuvres sculptées ibériques (pierres et petits bronzes), notamment dans les « Demoiselles d'Avignon » de 1907 et dans ses œuvres des années 1930.
Ses archives scientifiques sont déposées au Pôle archives de la Maison des Sciences de l’homme Mondes.

## Publications

### Ouvrages
- L'Univers phénicien, avec Michel Gras et Javier Teixidor, Paris, Arthaud, 1989
- Les Grecs et la péninsule ibérique du VIIIe  au  IVe siècle av. J.-C., Talence/Paris, Université de Bordeaux III/Centre Pierre Paris, 1991, 467 p.
- Histoire et archéologie de la Péninsule ibérique antique : chronique IV, 1983-1987, avec Jacques Fontaine, Paris, CNRS, 1989.
- Pierre Rouillard et R. Olmos (dir.), Formes archaïques et arts ibériques, vol. 59, Madrid, coll. « la Casa de Velázquez », 1996.
- Antiquités de l'Espagne, Paris, RMN, 1997, 216 p. (ISBN 978-2-7118-3555-3).
- (coll.) Les Ibères, Barcelone, 1997-1998.
- (coll.) avec Alain Badie, Eric Gailledrat, Pierre Moret, Maria-José Sanchez, Le site antique de La Picola à Santa Pola (Alicante, Espagne), Paris, ERC/Casa de Velázquez, 2000.
- Fouilles de la Rabita de Guardamar del Segura (Alicante), II, L’établissement protohistorique de La Fonteta (fin VIIIe-fin VIe siècle av. J.-C.), avec E. Gailledrat et F. Sala, Collection de la Casa de Velázquez, 96, Madrid, 2007.
- Villajoyosa antique (Alicante, Espagne): territoire et topographie: le sanctuaire de La Malladeta, avec A. Espinosa, J. Moratalla & L. Costa, Madrid, Collection de la Casa de Velázquez, 141, 2014.
- Pierre Rouillard, Jesús Moratella et Laurent Costa, Des carrières en archipel : Au pays de la Dame d'Elche (Alicante, Espagne), Madrid, coll. « Collection de la Casa de Velázquez, 178 », 2020.
- Pierre Rouillard et Marlène Albert-Llorca, La Dame d'Elche, un destin singulier : Essai sur les réceptions d'une statue ibérique, Madrid, coll. « Essais de la Casa de Velázquez, 14 », 2020, 179 p. (ISBN 8490963207)[15],[16].
- (es) Pierre Rouillard et Marlène Albert-Llorca (trad. Olaya González Dopazo), La Dama de Elche, un destino singular, Madrid, Casa de Velázquez, coll. « Essais », 2023, 181 p. (ISBN 8490964106)

### Ouvrages dirigés
- Grecs et Ibères au IVe siècle avant J.-C. : Commerce et iconographie, Paris, De Boccard, 1987[17].
- Pierre Rouillard et Annie Verbanck-Piérard (dir.), Le vase grec et ses destins, Munich, Biering et Brinkmann, 2003, 384 p. (ISBN 9783930609406).
- Pierre Rouillard et Paloma Cabrera, El vaso griego en el arte europeo de los siglos XVIII y XIX, Madrid, Ministerio de Cultura, 2007.
- Pierre Rouillard, Françoise Gaultier et Agnès Rouveret (dir.), Céramique et peinture grecques dans la Méditerranée antique : Du terrain au musée, Hommages à François Villard, De Boccard, 2019.
- Pierre Rouilard, Cécile Godefroy et Hélène Le Meaux (dir.), Picasso ibero, Santander, Centro Botin, 2021.